# AusGamers
AusGamers, скорочено від Australia's Games Community (укр. Ігрова спільнота Австралії) — австралійський веб-сайт, присвячений комп'ютерним іграм, запущений у 2000 році. Сайт публікує новини, огляди, файли та інші матеріали про комп'ютерні ігри. Створювався організаторами LAN party Австралії як інформаційний ресурс про комп'ютерні ігри, а також як платформа для організації LAN та онлайн заходів.

## Історія
Сайт був створений організацією LAN-party в Австралії групами QGL, Shafted, MPU і WonderLAN, після кваліфікаційної зустрічі CPL в Мельбурні в 2000 році, як структура для національних ліг та організації LAN-party. Був названий на честь однойменного IRC-каналу в мережі EnterTheGame і запущений у листопаді 2000 року.
Незабаром до Ausgamers приєдналися інші LAN організатори і було прийнято рішення проводити LAN-party по всій країні одночасно, щоб уможливити змагання між штатами. Швидке інтернет-з'єднання надавав один із найбільших інтернет-провайдерів Австралії Telstra, який був спонсором проекту. Ця ініціатива швидко втратила актуальність зі збільшенням доступності широкосмугового інтернету та падінням інтересу до LAN-party.
У тому ж 2000 році адміністратори сайту створили компанію Mammoth Media і отримали контракт від Telstra на адміністрування їх ігрового сервісу GameArena.
Сайт продовжив розвиватися у повноцінний ігровий портал, що включав ігрові новини, сховище файлів, список LAN-party та інтернет-форум. Сайт також надавав безкоштовний веб-хостинг для ігрових сайтів, таких як сайти кланів, файли, LAN-сайти та інші. На 2004 рік сайт надавав хостинг для більш ніж 2000 сайтів, а кількість зареєстрованих користувачів була більшою за 65000 осіб.
У 2014 році було здійснено перезапуск AusGamer. Головний редактор видання назвав цю подію «переходом на новий рівень». Оновлений сайт отримав новий дизайн, а його редакція оголосила, що збільшить виробництво відео та посилить підтримку незалежних розробників з Австралії та Нової Зеландії.